# 市町村歌
市町村歌（しちょうそんか）は、日本の基礎自治体である市町村が制定する歌の総称。市町村の歌（しちょうそんのうた）、市町村民歌（しちょうそんみんか）、市町村民の歌（しちょうそんみんのうた）、もしくは都道府県民歌との総称として自治体歌（じちたいか）とも呼ばれる。
東京都の特別区（23区）が市歌に準じて制定する区の自治体歌や、政令指定都市の行政区が市歌とは別に区単位で制定する歌については区歌を参照のこと。

## 概説
1889年（明治22年）の市制施行から9年後の1898年（明治31年）、日本で最初の市歌とされる京都市歌（作詞・黒川真頼、作曲・上真行）が作られた。ただし、現在の京都市歌（作詞・藤山於菟路、作曲・諸井三郎）は1951年（昭和26年）制定の3代目である。初代京都市歌が作られてから11年後の1909年（明治42年）、横浜港の開港50周年を記念して現存する最古の市歌とされる横浜市歌が発表された。以後、昭和初期までに全国の大都市がこぞって市歌を制定したが、この当時の市歌は五・七・五調の文語体で作詞されたものが多い。太平洋戦争が終結した1945年（昭和20年）以前に制定された市町村歌の中には、主に「歌詞の内容が軍国主義を想起させる」などの理由で仙台市のように公の場で演奏されなくなったものや、旧市歌を廃止して新たな市歌を制定した水戸市のような事例が見られる。
六大都市や県庁所在地以外の市町村でも1960年代から1970年代にかけて多くの市町村歌が制定された。この時期に制定された市町村歌は口語体で、高度成長期の世相を反映した明るい曲調のものが多い。特に1968年（昭和43年）は「明治百年」を記念して各地で記念行事が行われ、その一環として新しく市歌を制定した事例が多くみられる。2000年代に入ってからは「平成の大合併」で新たに誕生した市が住民の融和を目的として新規の市歌を制定する事例が多い。2003年（平成15年）の新設合併に際し、1937年（昭和12年）制定の旧市歌を引き継がず新たな市歌「わたしの街 静岡」を制定した静岡市が代表的である。
演奏の機会は自治体が主催する式典や市民運動会などの行事、役所・役場内で始業・終業時刻を知らせる庁内放送、電話の保留音などが主である。
都道府県単位で制定率が高いのは秋田県・栃木県・大阪府・沖縄県で、逆に制定率が低いのは岡山県・香川県・高知県・佐賀県など。群馬県・山梨県・兵庫県・山口県では平成の大合併以前の段階で県内の全ての市が市歌を制定していたが、新設合併に伴う失効や協議会の合意事項履行の遅れで制定率が低下した。また、県庁所在地では富山市と佐賀市がどちらも2005年（平成17年）の新設合併によって旧市歌が失効し、後継の市歌が制定されないままの状態となっている。

### 平成の大合併に伴う問題
自治体が合併する場合、合併協議会で取りまとめられる協定書に「慣行の取扱い」の項目を設けて市町村章や木・花・鳥などのシンボルに関する取り決めに付随する形で合併後の自治体歌の取り扱いについて記載されることが多い。
平成の大合併で編入合併方式を採用した自治体の場合、大半は編入元の市歌がそのまま継承されたが浜松市や鳥取市、新潟県上越市のように合併協議会の申し合わせを受けて既存の市歌廃止・新市歌制定が行われた事例もある。編入元の市歌に統一する場合は、秋田市のように町村部の歌を「地域の歌」として存続させる旨の申し合わせが協定項目に含まれる事例がみられる。
新設合併の場合、名称は合併に参加する旧自治体を引き継いでいても地方自治法上は別個の自治体となるため、旧自治体の市町村歌は合併協議会で存続を取り決めた場合を除き原則的に失効したものとして扱われる。新設合併に伴う旧市歌の失効から早期に新市歌を制定した事例には前述の静岡市の他、青森市や松江市などがある。しかし、市町村章が合併前後に最優先で決定されるのに対して市町村歌は優先順位が低く、取り決めに含まれないまま旧自治体が制定していた楽曲の地位が不明確な状態に置かれることも少なくない。例えば、山口県では平成の大合併に際して新設合併方式を採った下関市・岩国市・光市・長門市の4市で合併協定書に新市歌制定を取り決める項目が明記されたにもかかわらず合併から15年が経過した段階で新市歌を制定したのは岩国市のみであった。下関市では旧市歌の継続使用を確認したが、美祢市では旧自治体の市歌の扱いに関する取り決めが協定書に無いため合併後の同名旧市の市歌の扱いが不明確な状態となっている。なお、新設合併に際して同名旧市の市歌を継承した自治体には下関市の他に秋田県男鹿市、埼玉県秩父市、千葉県鴨川市、新潟県三条市、長野県伊那市および佐久市、兵庫県西脇市、和歌山県橋本市および新宮市などがある。これらの自治体では合併協定書に「旧市の市歌継承」を明記するか、新設合併後に市歌の扱いを検討した結果として継承（新市の告示による再制定）が選択された。
同名旧市が存在しない全くの新市の場合は協定書に「新市において調整する」等の申し合わせが含まれるのが通例であるが、前述の富山市や佐賀市のように合併から10年以上を経過しても財政上の問題や制定後の普及に対する懸念を理由として、合意内容の履行に至らないまま放置されることも珍しくない。
合併で既存の自治体歌が失効した場合に特有の問題として、作詞・作曲者が著名な人物である場合の著作の亡失が挙げられている。浜松市の場合、横浜市と並んで森鷗外が作詞したことで有名だった旧市歌の廃止決定に対して旧市域の住民を中心に批判が存在した。

### 憲章歌
市町村や東京都の特別区が制定した自治体歌の他に「市民憲章」や「市民の誓い」他の自治憲章に関連して制定される楽曲が存在する。例えば京都市では「京都市歌」の他に「京都市市民憲章の歌」、北九州市では「北九州市歌」とは別に市民憲章のうた「緑のまちにしませんか」が定められている。
札幌市の「市民の歌」は一般に市歌とみなされているが、市ではなく外郭団体の札幌市民憲章推進会議が制定主体とされる。
岩手県二戸市、福井県あわら市、鹿児島県垂水市では市民憲章の条文をそのまま歌詞に転用して曲を付けた「市民憲章の歌」が制定され、市歌に相当する楽曲の扱いを受けている。

## 主要な市・特別区・政令指定都市歌
ここでは都道府県庁所在地と政令指定都市を中心に掲載する。新宿区（東京都庁所在地）以外の特別区歌については区歌#東京都の特別区歌を、その他の各都道府県の市町村歌については#一覧を参照のこと。
- 同名の旧市時代に廃止された市歌や新設合併で継承されなかった市歌が存在する場合は、便宜的に旧市の履歴を含めて現在の市歌をカウントする。背景が濃い灰色の楽曲は平成の大合併以前に同名旧市が制定し、新設合併により失効したままとなっていることを表す。

| 都道府県 | 市区         | 曲名                          | 制定・発表     | リンク                               | リンク                               | 備考                               |
| -------- | ------------ | ----------------------------- | -------------- | ------------------------------------ | ------------------------------------ | ---------------------------------- |
| 北海道   | 札幌市       | 市民の歌                      | 1964年         | 市民の歌                             | 市民の歌                             |                                    |
| 青森県   | 青森市       | 大きな朝に                    | 2005年12月26日 | 市民歌「大きな朝に」                 | MP3                                  | 3代目                              |
| 岩手県   | 盛岡市       | 盛岡市民歌                    | 1949年         | 盛岡市民歌                           | MP3                                  | 2代目                              |
| 宮城県   | 仙台市       | 仙台市民歌                    | 1931年         | 仙台市の歌はあるの!?                 | 仙台市の歌はあるの!?                 | 現在は公式に歌われていない         |
| 宮城県   | 仙台市       | 風よ雲よ光よ                  | 1989年         |                                      |                                      | 市制100周年記念・新仙台市民歌      |
| 秋田県   | 秋田市       | 秋田市記念市民歌              | 1979年         | 楽譜（PDF）                          | Windows Media                        | 5代目                              |
| 山形県   | 山形市       | 山形市民の歌                  | 1957年11月7日  | 山形市民の歌                         | MP3                                  | 2代目                              |
| 福島県   | 福島市       | 福島市歌                      | 1936年         | 福島市歌の紹介                       | 福島市歌の紹介                       |                                    |
| 茨城県   | 水戸市       | 水戸市歌                      | 1954年11月3日  |                                      |                                      | 2代目                              |
| 栃木県   | 宇都宮市     | 宇都宮の歌                    | 1956年         |                                      |                                      |                                    |
| 群馬県   | 前橋市       | 交声曲 赤城嶺に               | 1956年         | 前橋市の歌                           | Windows Media                        |                                    |
| 埼玉県   | さいたま市   | 希望のまち                    | 2003年4月      | 希望のまち                           | MP3                                  |                                    |
| 千葉県   | 千葉市       | 千葉市歌                      | 1929年         | 市の歌                               | MP3                                  |                                    |
| 東京都   | （旧東京市） | 東京市歌                      | 1926年         | 東京都歌・市歌                       | 東京都歌・市歌                       | 東京市廃止後は準都歌的な扱いで存続 |
| 東京都   | 新宿区       | 大新宿区の歌                  | 1949年         | 大新宿区の歌                         | MP3                                  |                                    |
| 神奈川県 | 横浜市       | 横浜市歌                      | 1909年         | 横浜市歌                             | Windows Media                        |                                    |
| 神奈川県 | 川崎市       | 川崎市歌                      | 1934年         | 川崎市歌                             | MP3                                  | 歌詞を2度改訂                      |
| 神奈川県 | 川崎市       | 好きです かわさき 愛の街      | 1984年         | 「好きです かわさき 愛の街」について | 「好きです かわさき 愛の街」について | 市民の歌                           |
| 神奈川県 | 相模原市     | 相模原市民の歌                | 1958年1月      | 相模原市民の歌                       | MP3                                  |                                    |
| 新潟県   | 新潟市       | 新潟市歌                      | 1969年11月1日  | 新潟市歌・市民歌                     | MP3                                  | 2代目                              |
| 新潟県   | 新潟市       | 砂浜で                        | 1969年11月1日  | 新潟市歌・市民歌                     | MP3                                  | 市民歌                             |
| 富山県   | 富山市       | 富山市民の歌                  | 1952年         | 歌詞                                 | 歌詞                                 | 新設合併に伴い失効                 |
| 石川県   | 金沢市       | 金沢市歌                      | 1923年         | 楽譜・歌詞（PDF）                    | YouTube                              |                                    |
| 石川県   | 金沢市       | 金沢市民の歌                  | 1949年         | 楽譜・歌詞（PDF）                    | YouTube                              |                                    |
| 福井県   | 福井市       | わたしのまち ときめきのまち   | 1989年         | わたしのまち ときめきのまち          | わたしのまち ときめきのまち          | 2代目                              |
| 山梨県   | 甲府市       | 甲府市の歌                    | 1966年10月17日 | 甲府市の歌                           | WAVE                                 | 3代目                              |
| 長野県   | 長野市       | 長野市市歌                    | 1967年3月29日  |                                      |                                      | 3代目                              |
| 岐阜県   | 岐阜市       | 岐阜市民の歌                  | 1979年3月15日  | 岐阜市民の歌                         | 岐阜市民の歌                         | 2代目                              |
| 静岡県   | 静岡市       | わたしの街 静岡               | 2005年4月13日  | わたしの街 静岡                      | わたしの街 静岡                      |                                    |
| 静岡県   | 浜松市       | 浜松市歌                      | 2007年7月1日   | 浜松市歌                             | MP3                                  | 2代目（旧市歌）                    |
| 愛知県   | 名古屋市     | 名古屋市歌                    | 1910年2月28日  |                                      |                                      |                                    |
| 三重県   | 津市         | このまちが好きさ              | 2009年2月1日   | 津市民歌「このまちが好きさ」         | 津市民歌「このまちが好きさ」         | 2代目（旧市民歌）                  |
| 滋賀県   | 大津市       | 大津市民の歌                  | 1958年         | 大津市民の歌                         | Real                                 | 2代目                              |
| 京都府   | 京都市       | 京都市歌                      | 1951年7月15日  | 京都市歌                             | YouTube                              | 3代目                              |
| 京都府   | 京都市       | 京都市市民憲章の歌            | 1956年         | 京都市市民憲章の歌                   | 京都市市民憲章の歌                   |                                    |
| 大阪府   | 大阪市       | 大阪市歌                      | 1921年3月      | 大阪市歌                             | ASX                                  |                                    |
| 大阪府   | 堺市         | 堺市民の歌                    | 1969年         | 堺のうたには、どんなものがあるの?    | 堺のうたには、どんなものがあるの?    | 2代目                              |
| 兵庫県   | 神戸市       | 神戸市歌                      | 1951年         | 神戸市歌                             | YouTube                              | 2代目                              |
| 兵庫県   | 神戸市       | しあわせ運べるように          | 2021年1月17日  | しあわせ運べるように                 |                                      | 第2市歌                            |
| 奈良県   | 奈良市       | 奈良市民の歌                  | 1957年         |                                      |                                      |                                    |
| 和歌山県 | 和歌山市     | 和歌山市市歌                  | 1955年         | 和歌山市市歌                         | MP3                                  | 4代目                              |
| 鳥取県   | 鳥取市       | 伸びゆくふるさと              | 2005年11月1日  | 鳥取市の木・花・歌                   | MP3                                  | 2代目                              |
| 島根県   | 松江市       | 松江市の歌                    | 2011年12月22日 | 松江市の歌                           | MP3                                  | 3代目                              |
| 岡山県   | 岡山市       | 岡山市民歌                    | 1958年4月      |                                      |                                      | 2代目                              |
| 岡山県   | 岡山市       | 絆 -KIZUNA-                   | 2012年6月1日   |                                      |                                      | 市民の日制定記念「おかやまの詩」   |
| 広島県   | 広島市       | 広島市歌                      | 1965年1月      | 広島市歌                             | 広島市歌                             | 3代目                              |
| 山口県   | 山口市       | ふるさとの風 〜山口市民の歌〜 | 2006年5月30日  | 山口市の「歌」                       | Windows Media                        | 3代目 2010年に歌詞を一部改訂       |
| 徳島県   | 徳島市       | 徳島市民歌                    | 1951年         |                                      |                                      | 3代目                              |
| 香川県   | 高松市       | 高松市歌 (その一)             | 1912年6月5日   |                                      |                                      |                                    |
| 香川県   | 高松市       | 高松市歌 (その二)             | 1912年6月5日   |                                      |                                      |                                    |
| 香川県   | 高松市       | 高松市民の歌                  | 1942年         |                                      |                                      |                                    |
| 愛媛県   | 松山市       | 松山市の歌                    | 1979年2月21日  | 「松山市の歌」の音楽配信             | 「松山市の歌」の音楽配信             |                                    |
| 高知県   | 高知市       | 高知市歌                      | 1948年3月3日   | 高知市歌                             | MP3                                  |                                    |
| 福岡県   | 福岡市       | 福岡市歌                      | 1931年         |                                      |                                      | 現在は公式に歌われていない         |
| 福岡県   | 福岡市       | 福岡市の歌                    | 1951年         |                                      |                                      | 現在は公式に歌われていない         |
| 福岡県   | 北九州市     | 北九州市歌                    | 1963年         | 市民憲章のうた・市歌                 | MP3                                  |                                    |
| 福岡県   | 北九州市     | 緑のまちにしませんか          | 1981年         | 市民憲章のうた・市歌                 | MP3                                  | 市民憲章のうた                     |
| 佐賀県   | 佐賀市       | さがのうた                    | 1989年         | 歌詞・楽譜                           | 歌詞・楽譜                           | 市制100周年、新設合併に伴い失効    |
| 長崎県   | 長崎市       | 長崎市歌                      | 1933年12月     | 長崎市歌                             | 長崎市歌                             |                                    |
| 長崎県   | 長崎市       | 長崎市民歌                    | 1959年         |                                      |                                      |                                    |
| 熊本県   | 熊本市       | 熊本市歌                      | 1930年3月      | 熊本市歌                             | MP3                                  |                                    |
| 熊本県   | 熊本市       | ときめいて・くまもと          | 2010年         |                                      |                                      | 市政120周年記念曲                  |
| 大分県   | 大分市       | 大分市歌                      | 1983年         | 大分市歌                             | MP3                                  | 3代目                              |
| 宮崎県   | 宮崎市       | 南国の街 宮崎市               | 1974年4月1日   | 宮崎市民歌について                   | Windows Media                        | 2代目                              |
| 鹿児島県 | 鹿児島市     | 鹿児島市民歌                  | 1972年         | 鹿児島市民歌について                 | 鹿児島市民歌について                 |                                    |
| 沖縄県   | 那覇市       | 那覇市歌                      | 1929年頃       | 市歌                                 | MP3                                  | 2017年に歌詞を増補                 |

### 旧外地の市歌等
旧外地の自治体歌も参照。現在はすべて廃止されている。
| 地域名 | 都市   | 曲名         | 制定・発表 | リンク | リンク | 備考 |
| ------ | ------ | ------------ | ---------- | ------ | ------ | ---- |
| 樺太   | 豊原市 | 豊原市制謳歌 | 1937年     |        |        |      |
| 関東州 | 大連市 | 大連市歌     | 1935年     |        |        |      |
| 台湾   | 台北市 | 台北市民歌   | 1920年     |        |        |      |
| 朝鮮   | 京城府 | 京城府歌     | 1932年     |        |        |      |

## 市町村歌に関する記録

### 制定時期の古い市町村歌
現行のものに限る。
- 1909年 - 横浜市、喬木村
- 1910年 - 名古屋市、川島町
- 1912年 - 高松市（その一、その二）
- 1910年代（推定） - 寿都町
- 1921年 - 大阪市
- 1923年 - 金沢市、熱海市（制定時は町制）
- 1924年 - 岸和田市
- 1926年 - 旧東京市（発表は1923年）、長岡市[注 5]
- 1928年 - 呉市
- 1929年 - 千葉市、明石市、那覇市（推定）
- 1930年 - 熊本市
- 1931年 - 仙台市、郡山市、三島市（制定時は町制）、福岡市

### 短期間しか演奏されなかった市歌
- 三本木市民歌 - 1956年9月制定、翌月に市名が十和田市へ改称されたため35日で廃止。
- 伏見市歌 - 1929年制定、1年1か月後に京都市へ編入のため廃止。
- 篠ノ井市の歌 - 1963年制定、3年後に長野市と新設合併のため廃止。
- わがまち上野 - 2001年制定、3年後に合併で伊賀市となり廃止。

### 代替わりの多い市歌
新設合併により地方自治法上は別個の自治体として扱われる同名旧市が存在していた場合は便宜上、連続するものとしてカウントする。町村（市制施行した場合を除く）で3代以上の代替わりを行った事例は確認されていない。
- 5代目 - 秋田市
- 4代目 - 和歌山市
- 3代目 - 青森市、八戸市、鶴岡市、甲府市、長野市、上田市、静岡市、松阪市、京都市、松江市、広島市、三原市、山口市、徳島市、飯塚市、大分市、都城市

### 同じ曲で歌詞を全面改訂した市歌
いずれも新設合併による。
- 太田市の歌（群馬県太田市）
- 島田市歌（静岡県島田市）